# Bistrica, Šentjakob v Rožu
Bistrica (nemško Feistritz) je naselje v Občini Šentjakob v Rožu v Okraju Beljak-dežela na Koroškem v Avstriji.